# Itirapuã
Itirapuã is een gemeente in de Braziliaanse deelstaat São Paulo. De gemeente telt 5.903 inwoners (schatting 2009).